# Helmut Damrath
Helmut Damrath (* 12. Juni 1917 in Allenstein) ist ein deutscher Bauingenieur.

## Leben
Helmut Damrath kam als Sohn von Agnes Damrath, geborene Wiemer, und des Baumeisters Bruno Damrath in Ostpreußen zur Welt. Nach dem Abitur an der Oberrealschule in Allenheim studierte er an der Technischen Hochschule Danzig. Sein Studium wurde durch den Kriegsdienst und amerikanische Gefangenschaft unterbrochen. Nach Kriegsende setzte er das Studium an der Technischen Hochschule Hannover fort und schloss es mit der Diplom-Hauptprüfung 1950 als Diplom-Ingenieur ab. Er war von 1950 bis 1954 beim Ingenieurbüro Friedrich Kocks, einer Planungsingenieur-Firma, in Koblenz angestellt, von 1954 bis 1956 Dozent an der Ingenieursschule in Koblenz (Vereinigte Technische Lehranstalten) und von 1956 bis 1959 als Kreisbaurat Dozent der Ingenieurschule für Bauwesen in Siegen. Von 1959 bis 1971 war er Direktor der Staatlichen Ingenieurakademie für Wasserwirtschaft und Kulturtechnik in Suderburg im Kreis Uelzen, ab 1971 Professor und Leitender Baudirektor und von 1974 bis 1976 Rektor der Fachhochschule Nordostniedersachsen. Er verfasste ein Buch mit dem Titel Wasserversorgung.
Helmuth Damrath ist evangelisch und heiratete 1948 Marianne Gibbels. Aus der Ehe gingen die Söhne Joachim und Jörg Damrath hervor.

## Ehrungen
- Verdienstkreuz am Bande der Bundesrepublik Deutschland